# 史蒂夫·布魯姆
史蒂夫·傑·布魯姆（英語：Steven Jay Blum，1960年4月29日—），通稱為「史蒂夫·布魯姆」，又譯作「史蒂夫·布倫」，是一位美國男配音員，他活躍於卡通和電玩遊戲的配音領域，代表作品如電視動畫《星際牛仔》（1998年）的史派克·史比格、《降世神通：柯拉傳奇》（2012年）的加拉澤布·奧雷利奧斯（Garazeb Orrelios）、《蝙蝠俠：勢不兩立》（2016年）的黑面具和螢火蟲，電玩遊戲《真人快打系列》（1992年）、《混沌武士》（2004年）、《戰神》（2005年）、《金鋼狼與X戰警》（2009年）和《漫威午夜之子》的金鋼狼（2023年）等。
此外，布魯姆也為電玩遊戲《審判之眼：死神的遺言》（2018年）及《審判之逝：湮滅的記憶》（2021年）的配角東徹（Toru Higashi）之英語配音。

## 生平
布魯姆出生於聖莫尼卡的一個猶太人家庭，畢業於加州大學聖地牙哥分校。布魯姆小時候因體重超重，所以經常被欺負。他喜歡繪畫、雕刻和創作音樂，也喜愛到戶外觀察大自然，對於聲音、形狀和顏色也感到有興趣，後來他收集了爬蟲類、魚類和鳥類。布魯姆12歲時，在他祖父位於加州好萊塢的書店漫畫區工作，負責對書籍進行分類和排序，他也是個漫畫迷。
布魯姆除了英語外他還會說西班牙語。

## 生涯
布魯姆的職業生涯始於帝國國際影業電影製片廠的收發室，收發室的負責人給了他一份「日本動畫」專案的工作，因為他的聲音低沉，最終成為一家工作室的營銷主管，同時兼職配音，然後決定成為全職配音員。
2012年6月5日布魯姆因電玩遊戲而授予表揚獲得金氏世界紀錄。
布魯姆在成為配音員之前，並沒有表演經驗，認為配音員的工作就是「只是跟著畫面說話的簡單工作」。

## 個人生活
2017年，布魯姆與同配音員瑪麗·伊莉莎白·麥格林結婚，兩人育有2名兒子，分別叫做布蘭登·布盧姆（Brandon Blum）是一名演員以及另外傑瑞米·布盧姆（Jeremy Blum）是一名教師。

## 外部連結
- 史蒂夫·布魯姆在互联网电影资料库（IMDb）上的資料（英文）
- 史蒂夫·布魯姆的X（前Twitter）
- 史蒂夫·布魯姆的Instagram帳戶
- 史蒂夫·布魯姆 （页面存档备份，存于）的官網